# فيتيجس
فيتيجس (باللاتينية: Vitiges) هو أحد ملوك القوط الشرقيين الذين حكموا إيطاليا في القرن السادس. حكم إيطاليا من سنة 536 إلى سنة 540. خلف العرش أثناء الحرب القوطية (535-554). تزوج فيتيجس من ماتاسوينثا ابنة أمالاسونثا وأوثاريك. تمكن الجنرال البيزنطي بيليساريوس من أسره هو وزوجته في سنة 540 في صقلية وأرسلهم إلى القسطنطينية وتوفي هناك في سنة 542. بعد وفاته تزوجت زوجته من جيرمانوس ابنة عم الإمبراطور جستينيان الأول. خلفه في الحكم إيلديباد.